# Araneus miquanensis
Araneus miquanensis là một loài nhện trong họ Araneidae.
Loài này thuộc chi Araneus. Araneus miquanensis được miêu tả năm 1990 bởi Chang-Min Yin et al..